# Ayduk Koray
Ayduk Koray (Istanbul, 1927) è un ex cestista e imprenditore turco.

## Carriera
Con la Turchia ha disputato i Campionati europei del 1949.